# Polytocus costatus
Polytocus costatus is een vliegensoort uit de familie van de Helosciomyzidae. De wetenschappelijke naam van de soort is voor het eerst geldig gepubliceerd in 1976 door Harrison.